# مشاريع ترعاها الحكومة
المؤسسة التي ترعاها الحكومة ( GSE ) هي نوع من الخدمات المالية التي أنشأها الكونغريس الأمريكي . وتتمثل المهمة المقصودة منها تعزيز تدفق الائتمان المصرفي إلى القطاعات المستهدفة في الاقتصاد، وجعل تلك القطاعات أكثر كفاءة ومسانده، وتقليل مخاطر الإستثمار التي قد يتعرض لها المستثمرون وغيرهم من موردي رأس المال. ويتمثل الأثر المرغوب فيه لهذه المؤسسات في تعزيز توافر الائتمان وخفض تكاليفه لقطاعات الاقتراض المستهدفة في المقام الأول عن طريق الحد من مخاطر خسائر رأس المال بالنسبة للمستثمرين: الزراعة والتمويل السكني والتعليم .  
أنشأ الكونجرس الأمريكي أول مؤسسة مالية حكومية في عام 1916 مع إنشاء نظام الائتمان الزراعي . بدأت الشركات الصغيرة والمتوسطة في قطاع التمويل العقاري في الاقتصاد من خلال إنشاء بنوك القروض. يعد قطاع اقتراض الرهن العقاري السكني أكبر قطاعات الاقتراض التي تعمل فيها المؤسسات الحكومية الصغيرة. وتمتلك مؤسسات القطاع العام أو تجمع ما يقرب من 5 تريليون دولار من القروض العقارية.   

## دعم العملة الأمريكية
حدد الكونجرس الأمريكي أن البنوك الاحتياطية الفيدرالية يجب أن تحتفظ بضمانات مساوية في القيمة لأوراق الاحتياطي الفيدرالي التي يطرحها البنك الاحتياطي الفيدرالي للتداول. 

## عمل
أنشأ الكونجرس مؤسسات مالية حكومية لتحسين كفاءة أسواق رأس المال والتغلب على عيوب السوق المالي التي تمنع الأموال من الانتقال من موردي الأموال إلى المناطق التي يرتفع فيها الطلب على القروض. ويتم ذلك في المقام الأول عن طريق شكل من أشكال الضمان . وفي الوقت الحاضر، تعمل المؤسسات الحكومية في المقام الأول كوسطاء ماليين لمساعدة المقرضين والمقترضين في مجال السكان ومجال الزراعة. 
وبالإضافة إلى ذلك، أنشأت هذه المؤسسات سوقًا ثانوية للقروض من خلال الضمانات والسندات والتوريق . وقد سمح هذا لمصدري الديون في السوق الأولية بزيادة حجم القروض.

## الملكية والضمان الضمني

كانت بعض المؤسسات العامة للقطاع العام(مثل فاني ماي وفريدي ماك ) مملوكة للقطاع الخاص ولكنها مستأجرة من القطاع العام؛ والبعض الآخر، مثل بنوك القروض السكنية الفيدرالية ، كانت مملوكة للشركات التي تستخدم خدماتها. لا تحمل الأوراق المالية لمجموعة GSE أي ضمان حكومي صريح للجدارة الائتمانية،   وقد سمح هذا التصور لفاني ماي وفريدي ماك بتوفير ما يقدر بنحو 2 مليار دولار سنويا في تكاليف الاقتراض.  وقد تم اختبار هذا الضمان الضمني في أزمة الرهن العقاري الثانوي ، التي دفعت حكومة الولايات المتحدة إلى إنقاذ فاني ماي وفريدي ماك ووضعهما تحت الوصاية في سبتمبر/أيلول 2008.

## قائمة GSEs

### السكن
- البنوك الفيدرالية الأحد عشر للقروض السكنية (FHLBanks) (1932)
- الرابطة الوطنية الفيدرالية للرهن العقاري (فاني ماي) (1938)
- الشركة الفيدرالية لقروض الإسكان والرهن العقاري (فريدي ماك) (1970)
- الرابطة الوطنية الحكومية للرهن العقاري (جيني ماي) (1968)

### الزراعة
- بنوك الائتمان الزراعية الفيدرالية (FCBanks) (1916)
- المؤسسة الفيدرالية للرهن العقاري الزراعي (فارمر ماك) (1987)

### تعليم
- شركة SLM (سالي ماي) (1972-1995)

## أنظر أيضا
- مؤسسة مملوكة للدولة
- شركة مملوكة للحكومة
- الوكالات المستقلة التابعة لحكومة الولايات المتحدة
- تأميم
- مؤسسة القطاع العام
- شركة عامة
- الملكية العامة